# 布盧姆菲爾德 (伊利諾伊州斯科特縣)
布盧姆菲爾德（英語：Bloomfield）是位於美國伊利諾伊州斯科特縣的一個非建制地區。該地的面積和人口皆未知。

## 地理
布盧姆菲爾德的座標為39°39′07″N 90°33′22″W / 39.65194°N 90.55611°W，而該地的平均海拔高度為136米（即446英尺）。